# NGC天体列表 (3000-3999)
NGC天体列表索引：1-999 | 1000-1999 | 2000-2999 | 3000-3999 | 4000-4999 | 5000-5999 | 6000-6999 | 7000-7999

## 3000─3099
- NGC 3031 ─ M81，Bode星系，在大熊座
- NGC 3034 ─ M82，有时被称为雪茄星系，在大熊座
- NGC 3079 ─ 这是一个漩涡星系，在大熊座

## 3100─3199
- NGC 3132 ─ 这是一个行星状星云，在船帆座，有时被称为八爆裂星云或南方环状星云
- NGC 3169 ─ 这是一个漩涡星系，在六分儀座。
- NGC 3184 ─ 这是一个漩涡星系，在大熊座。

## 3200─3299
- NGC 3201 ─ 这是一个球状星团，在船帆座
- NGC 3293 ─ 这是一个年轻的疏散星团，在船底座

## 3300─3399
- NGC 3310 ─ 这是一个星暴星系，在大熊座
- NGC 3311 ─ 这是一个椭圆星系，在长蛇座
- NGC 3312 ─ 这是一个漩涡星系，在长蛇座
- NGC 3314 ─ 这是一对重叠在一起的漩涡星系，在长蛇座
- NGC 3351 ─ M95，这是一个漩涡星系，在狮子座
- NGC 3368 ─ M96，这是一个星系，在狮子座
- NGC 3370 ─ 这是一个漩涡星系，在狮子座
- NGC 3372 ─ 匙孔星云，在船底座
- NGC 3379 ─ M105，这是一个星系，在狮子座

## 3500─3599
- NGC 3516 ─ 这是一个星系，在大熊座
- NGC 3521 ─ 这是一个絮結螺旋星系，在獅子座
- NGC 3556 ─ M108，这是一个星系，在大熊座
- NGC 3576 ─ 这是一个星云，在船底座
- NGC 3587 ─ M97，枭状星云，在大熊座

## 3600─3699
- NGC 3603 ─ 这是一个球状星团，在船底座
- NGC 3623 ─ M65，这是一个星系，在狮子座
- NGC 3627 ─ M66，这是一个星系，在狮子座
- NGC 3628 ─ 这是一个漩涡星系，在狮子座

## 3800─3899
- NGC 3842－這是一個橢圓星系，在獅子座。

## 3900─3999
- NGC 3949 ─ 这是一个漩涡星系，在大熊座
- NGC 3982 ─ 这是一个漩涡星系，在大熊座
- NGC 3992 ─ M109，这是一个星系，在大熊座